# SEAT Minimó
El 25 de febrero de 2019, SEAT hace oficial, la presentación del SEAT Minimó Concept, para el Mobile World Congress. Este modelo es innovación para la marca, pues es el primer biplaza eléctrico de la marca, catalogado como un cuadriciclo de mecánica totalmente eléctrica. Su autonomía es de 100 kilómetros aproximadamente, y sus dimensiones son 2.500 mm de largo y 1.240 mm de ancho.

## Equipamiento
El equipamiento del SEAT Minimó cuenta como principal novedad la nueva tecnología 5G desarrollada conjuntamente con Telefónica, además de lo habitual de los modelos actuales de la marca, como el sistema de acceso y arranque sin llave entre otras. El modelo equipa baterías intercambiables de sustitución sencilla, y un pequeño compartimento en la parte trasera para una maleta de equipaje, aunque también la plaza trasera puede utilizarse para carga.
SEAT plantea comercializarlo en 2021, pues prevé que este modelo sea una alternativa a la movilidad urbana, y proyecta que el modelo pueda ser utilizado como un vehículo compartido, bajo la filosofía "Carsharing".